# 摺上川
摺上川（すりかみがわ）は、福島県福島市および宮城県刈田郡七ヶ宿町を流れる阿武隈川水系の一級河川である。

## 地理
山形県との県境近く、福島県福島市飯坂町茂庭に源を発し、宮城県刈田郡七ヶ宿町稲子を経て再び福島市へ戻る。一部区間で福島市と伊達市の境界を流れ、福島市瀬上町で阿武隈川に合流する。
上流部には摺上川ダムが建設され、福島県県北の住民に良質の水を届ける水がめとなった。ダムの下流には摺上川渓谷が広がり、川遊びや鮎釣りが楽しめる。
河岸の穴原温泉・飯坂温泉の温泉街は、多くの宿が川べりに立てられ客室からはせせらぎを眺めることができる。この川を渡る十綱橋は飯坂温泉のシンボル的存在になっている。同じ飯坂地区でも、右岸が飯坂町（旧信夫郡）、左岸が飯坂町湯野（旧伊達郡）となっており、祭事などの文化は分かれている。
1986年（昭和61年）の8.5水害では川が氾濫し温泉街など飯坂地区に大きな被害をもたらした。

## 画像

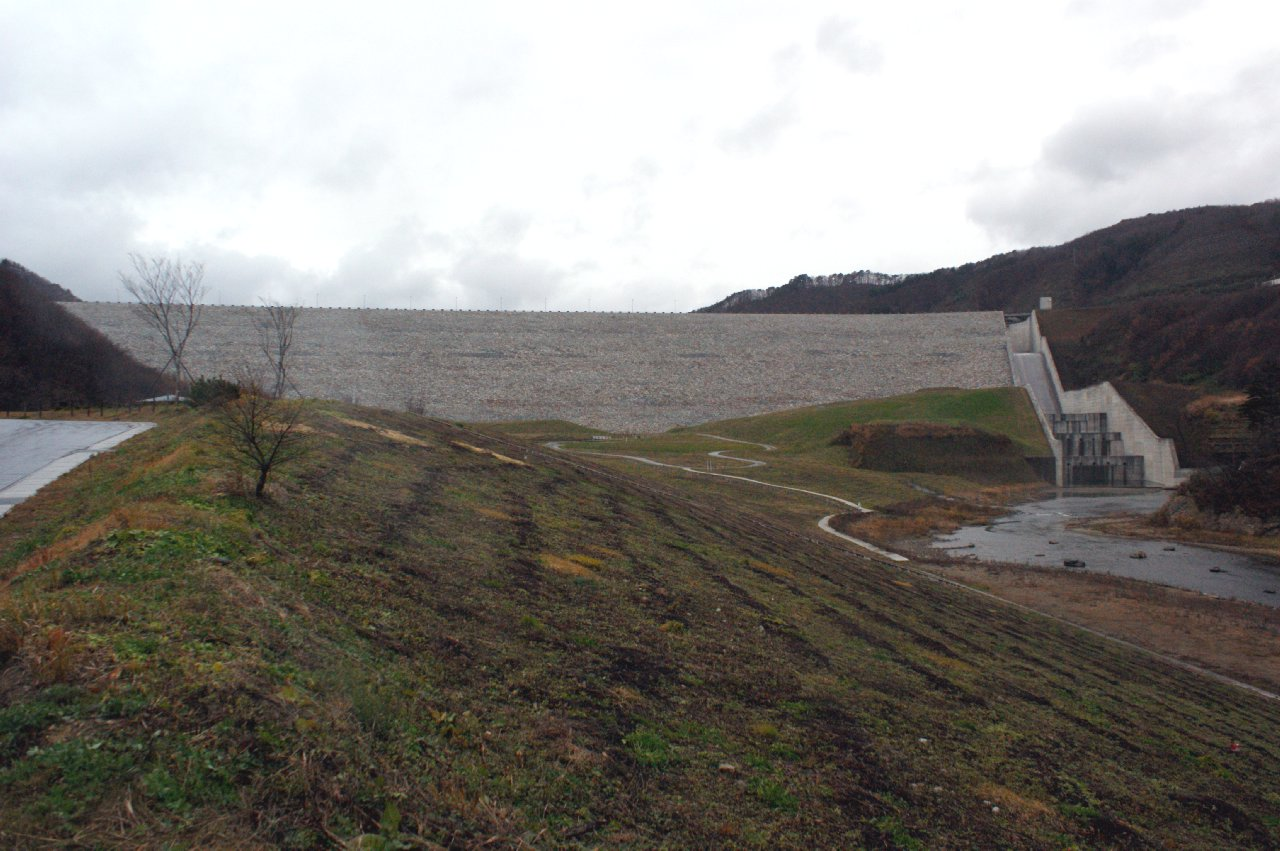
摺上川ダム
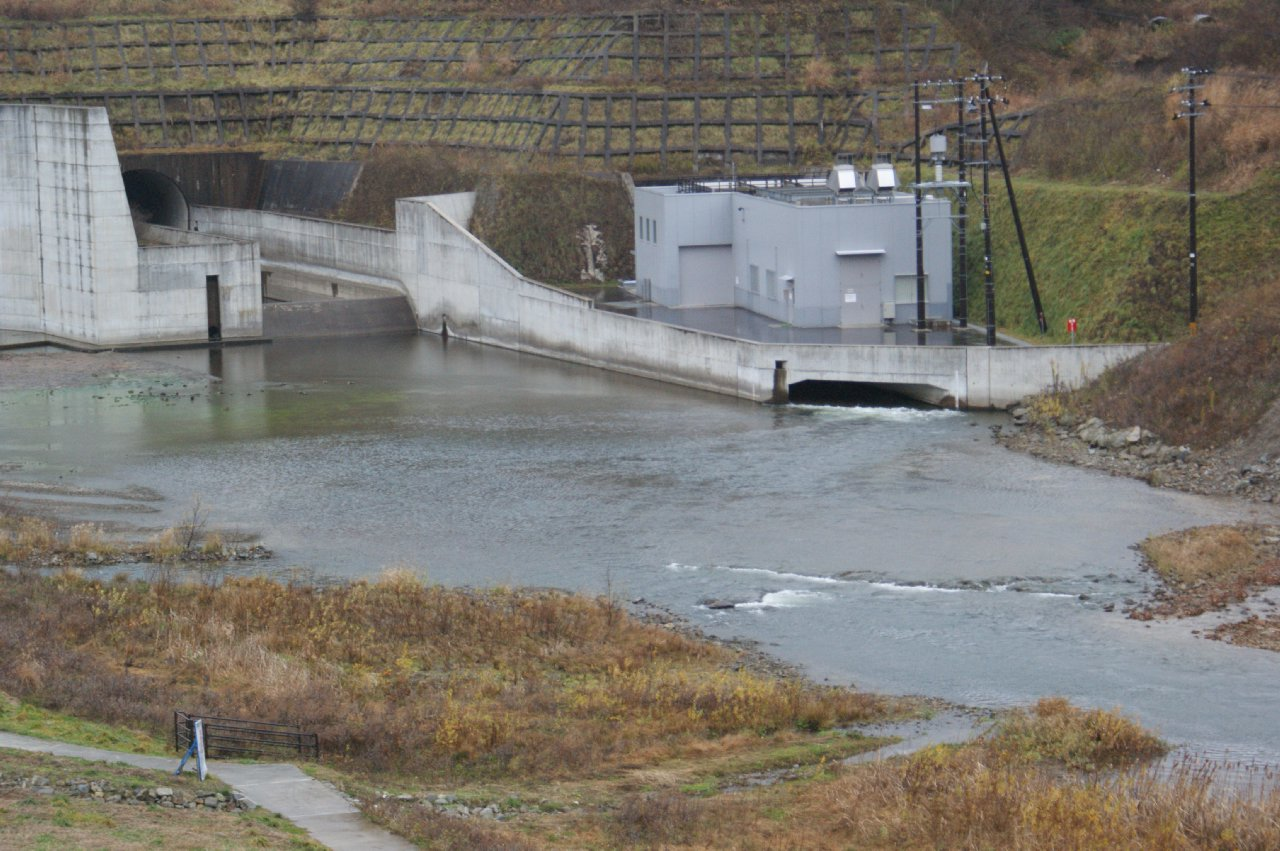
東北電力・摺上川発電所
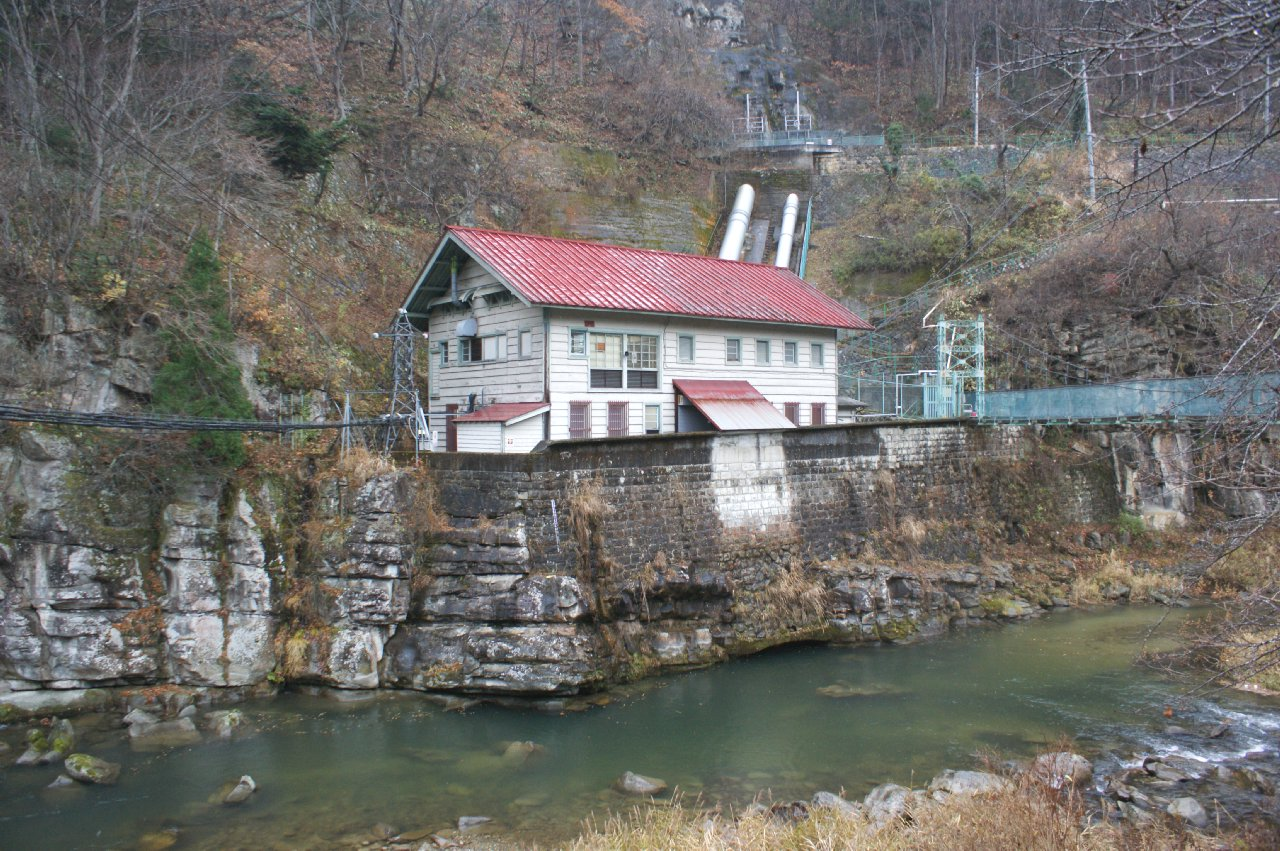
東北電力・滝野発電所
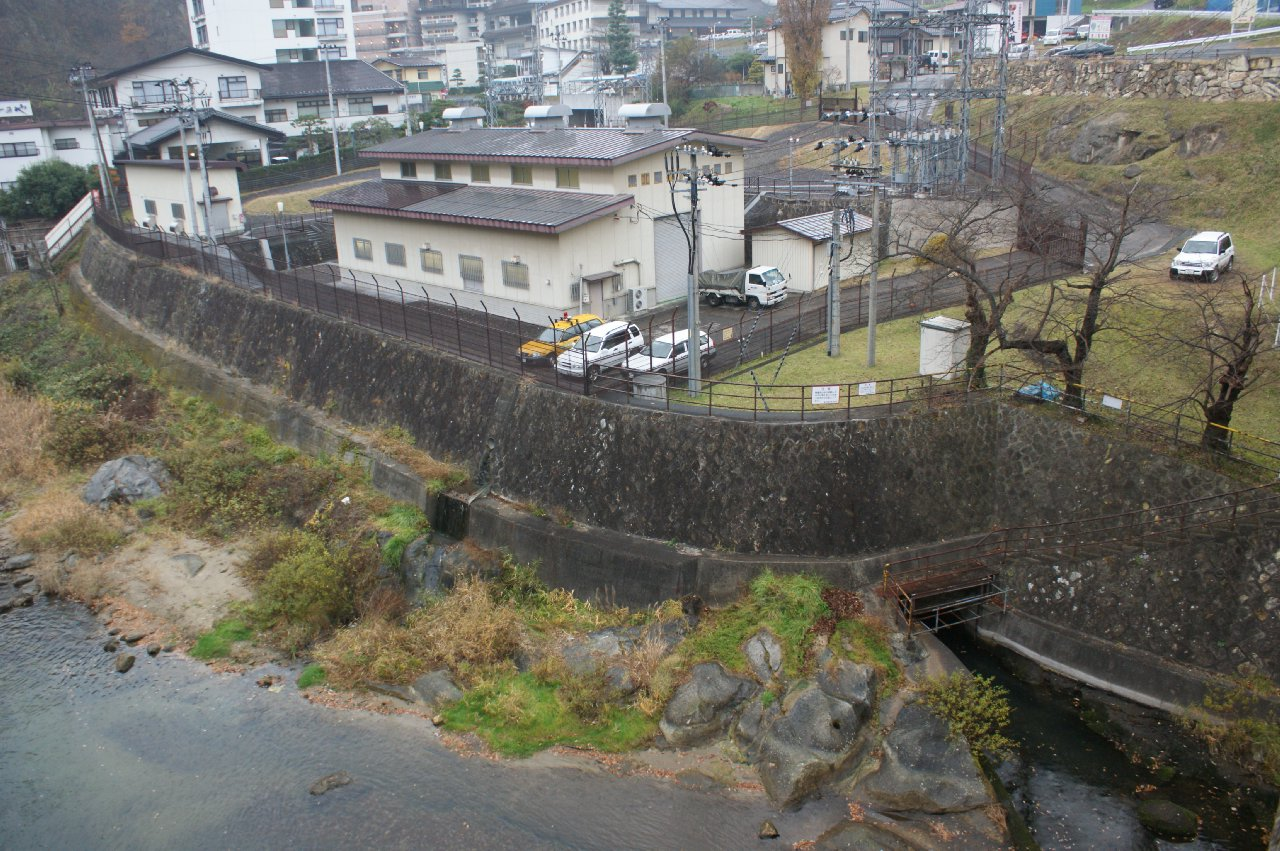
東北電力・穴原発電所

## 支流
- 後沢
  - 板谷沢
- 中ノ沢
  - 柳沢
- 中津川
- 鳥川
  - 滑谷沢
  - 枯松沢
  - 手沢
- 叶道沢
- 地蔵沢
- 小深谷沢
- 大深谷沢
- 白根沢
- 赤沢
- 布入川
- 茂庭沢
- 鱒沢
- 芦ヶ沢
- 唐沢
- 深沢
- 赤川
- 小川
  - 西川
  - 大滝川
    - 不動沢

  - 横川
  - 菱川
- 米川

## 橋梁
下流より記載
- 瀬上橋 - 国道4号
- 幸橋 - 福島県道353号国見福島線
  - 1971年（昭和46年）まで、福島交通飯坂東線という路面電車が走っていた。当時は木橋であった。
- 東北本線摺上川橋梁
- 東北新幹線
- 摺上橋 - 福島県道314号東湯野寺屋敷線
- 新摺上川橋 - 東北自動車道
- 新摺上橋 - 福島市道4号湯野平野線
- 十綱橋 - 福島県道3号福島飯坂線
- 新十綱橋 - 福島市道4号湯野平野線
- 中十綱橋 - 福島市道40081号下原樅ノ木下線
- 鵬橋 - 国道399号飯坂バイパス
- 奥十綱橋 - 福島県道319号穴原十綱線
- 増沢橋 - 福島市道40066号鱒沢増沢山線
- 軽井沢橋 - 国道399号茂庭バイパス
- 白兎橋 - 福島市道40057号地蔵原大平線
- 滑滝橋 - 国道399号茂庭バイパス
- 秋庭橋 - 福島市道40032号向川原窪線
- 黒沢橋 - 福島市道40024号黒沢尼ヶ堂線
- 広瀬橋
- 新広瀬橋 - 福島市道40024号黒沢尼ヶ堂線
- 名号大橋 - 福島市道40409号穴平滑沢線